# Peter Turchin

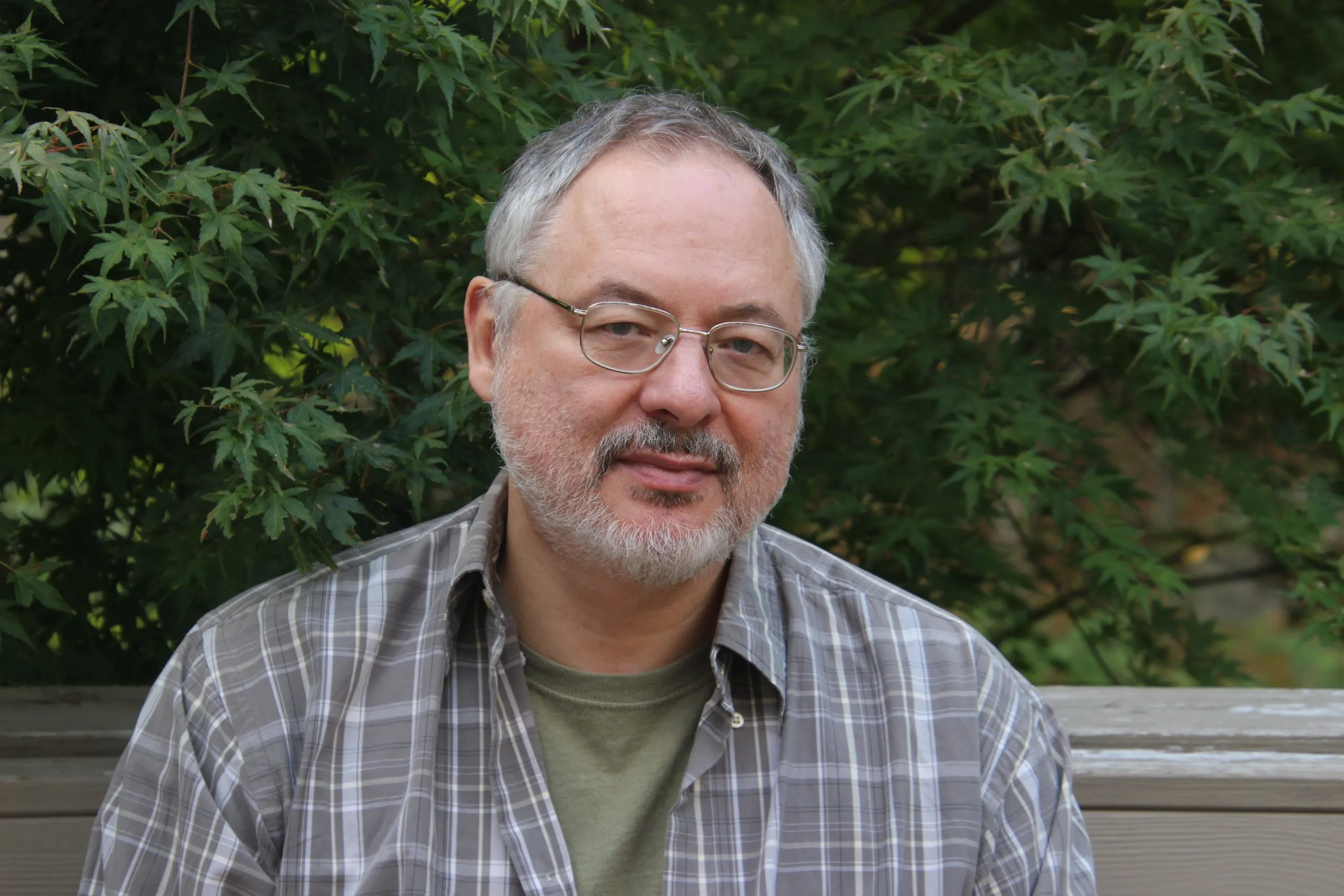
Peter Turchin (2020)

Peter Valentinovich Turchin (russisch Пётр Валенти́нович Турчи́н; ‚Pjotr Walentinowitsch Turtschin‘; * 22. Mai 1957 in Obninsk, Sowjetunion) ist ein russisch-US-amerikanischer Biologe, Komplexitätsforscher und Sozialwissenschaftler, der sich auf ein von ihm und seinen Kollegen entwickeltes Forschungsgebiet namens Kliodynamik spezialisiert hat – die mathematische Modellierung und statistische Analyse der Dynamik historischer Gesellschaften. Er versucht derartige Analysen auch zu nutzen, um prädiktive Aussagen zu machen.

## Frühes Leben und Ausbildung
Peter Turchin wurde 1957 in Obninsk, Russische SFSR, geboren. 1964 zog er mit seiner Familie nach Moskau. 1975 schrieb er sich an der Fakultät für Biologie der Staatlichen Universität Moskau ein und studierte dort bis 1977, als sein Vater, der sowjetische Dissident Valentin Turchin, aus der Sowjetunion verbannt wurde. 1980 erwarb Turchin einen B.A. (cum laude) in Biologie an der New York University und 1985 einen Doktortitel in Zoologie an der Duke University.

## Karriere
Im Laufe seiner Karriere hat Turchin Beiträge zu verschiedenen Bereichen wie der Wirtschaftsgeschichte und der historischen Statistik geleistet. Er ist einer der Begründer der Kliodynamik, der wissenschaftlichen Disziplin an der Schnittstelle von historischer Makrosoziologie, Kliometrie und mathematischer Modellierung sozialer Prozesse. Turchin entwickelte eine eigene Theorie, die erklären soll, wie sich große historische Imperien durch den Mechanismus der mehrstufigen Selektion entwickeln. Seine Forschungen über soziale Zyklen haben zum Verständnis des Zusammenbruchs komplexer Gesellschaften beigetragen, ebenso wie seine Neuinterpretation von Ibn Khalduns Begriff der asabiyya als „kollektive Solidarität“. Peter Turchin ist emeritierter Professor an der University of Connecticut in den Fachbereichen Ökologie und Evolutionsbiologie, Anthropologie und Mathematik, ist Projektleiter am Complexity Science Hub Vienna und wissenschaftlicher Mitarbeiter an der School of Anthropology der University of Oxford. Er war Chefredakteur und ist weiterhin Mitglied des Redaktionsausschusses von Cliodynamics: The Journal of Quantitative History and Cultural Evolution. Turchin ist einer der Gründungsdirektoren von Seshat, einer Datenbank über historische Staaten und Gesellschaften, und er war der Direktor des Evolution Institute. Im Jahr 2021 wurde er zum Fellow der American Association for the Advancement of Science gewählt.

### Forschung
Eines von Turchins bekanntesten Forschungsgebieten ist die Untersuchung der Hypothese, dass Bevölkerungsdruck zu vermehrter Kriegsführung führt. In Zusammenarbeit mit anderen Forschern hat Turchin belegt, dass negative Ergebnisse die Bevölkerungs-Kriegsführungs-Hypothese nicht widerlegen. Da es sich um dynamische Größen handelt, ist keine starke Korrelation zwischen den beiden Variablen gleichzeitig zu erwarten. Turchin und sein Kollege Andrei Witaljewitsch Korotajew haben mathematisch untersucht, wie die dynamischen Muster der Interaktion zwischen Bevölkerung und Kriegsführung (mit Schwerpunkt auf der internen Kriegsführung) in staatenlosen und staatlichen Gesellschaften aussehen könnten. Anschließend testeten sie die Modellvorhersagen in mehreren empirischen Fallstudien: im frühneuzeitlichen England, in Han- und Tang-China und im Römischen Reich. Ihre Ergebnisse haben einen nachwirkenden Zusammenhang ausgemacht. Turchin und Korotajew stellten fest, dass die Bevölkerungszahl und die Intensität der internen Kriegsführung tendenziell im gleichen Zeitraum, aber phasenverschoben schwanken (wobei die Spitzenwerte der Kriegsführung den Bevölkerungsspitzen und Youth Bulges folgen).
Im Jahr 2010 veröffentlichte Turchin eine Studie, in der er anhand von 40 kombinierten sozialen Indikatoren vorhersagte, dass es in den 2020er Jahren weltweit zu sozialen Unruhen kommen würde. Anschließend führte er den Erfolg von Donald Trumps Präsidentschaftswahlkampf 2016 als Beweis dafür an, dass sich „negative Trends zu beschleunigen scheinen“ und dass es einen „beispiellosen Zusammenbruch sozialer Normen für den zivilisierten Diskurs“ gegeben habe. Im Jahr 2020 sagten Turchin und Jack Goldstone voraus, dass die politischen und bürgerlichen Unruhen in den Vereinigten Staaten unabhängig von der an der Macht befindlichen Partei weitergehen würden, bis es einer Führungspersönlichkeit gelingen würde, die Ungleichheit zu verringern und die sich verschlechternden sozialen Indikatoren zu verbessern.

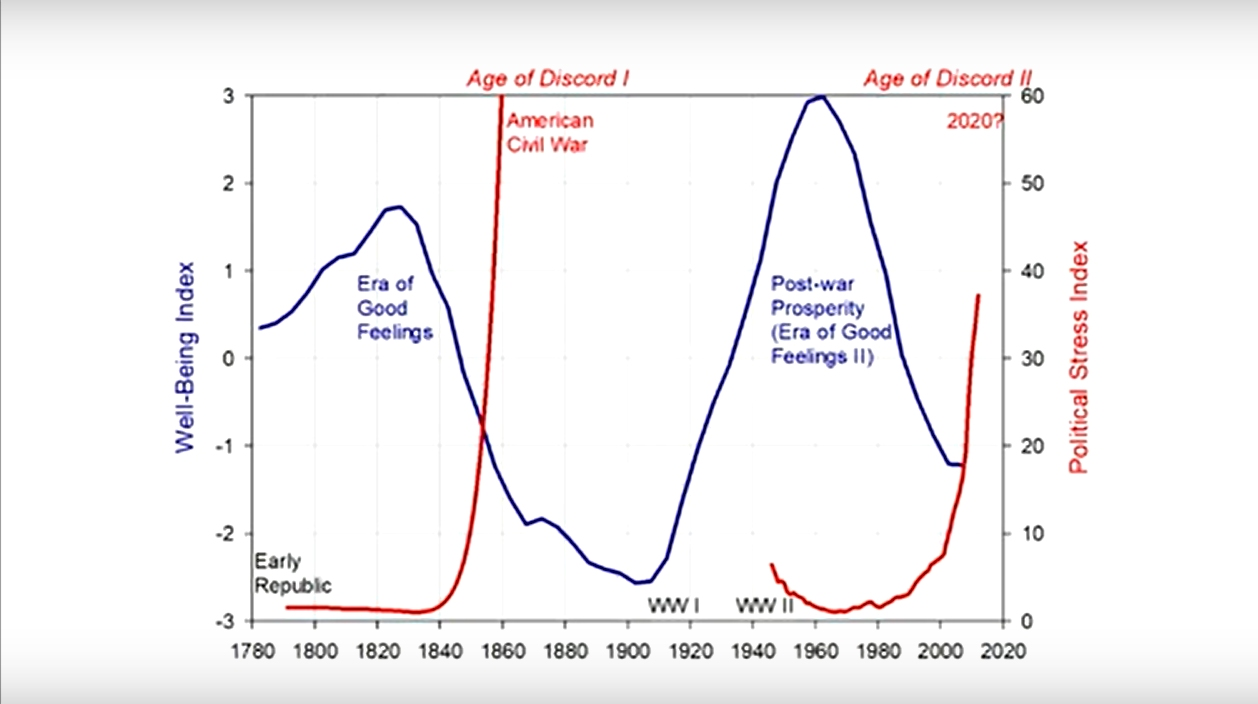
Grafik aus den Forschungsarbeiten von Peter Turchin

Eine weitere Theorie Turchins ist die, dass Eliteüberproduktion zu sozialer Instabilität führt. Eliteüberproduktion beschreibt den Zustand einer Gesellschaft, die im Verhältnis zu ihrer Fähigkeit, sie in die Machtstruktur aufzunehmen, zu viele potenzielle Elitemitglieder hervorbringt. Diesen Zustand sieht Turchin in den modernen westlichen Gesellschaften durch die stark steigende Zahl an Universitätsabsolventen und weiterer Faktoren als gegeben an.

## Werke

### Bücher
- Turchin, Peter: End Times: Elites, Counter-Elites and the Path of Political Disintegration. Allen Lane, 2023, ISBN 978-0-241-55348-0.
- Turchin, Peter und Hoyer, Daniel: Figuring Out the Past; The 3,495 Vital Statistics that Explain World History. Economist Books, 2020, ISBN 978-1-5417-6268-8.
- Turchin, Peter: Ages of Discord: A Structural-Demographic Analysis of American History. Beresta Books, 2016, ISBN 978-0-9961395-4-0 (archive.org).
- Turchin, Peter: Ultrasociety: How 10,000 Years of War Made Humans the Greatest Cooperators on Earth. Beresta Books, 2016, ISBN 978-0-9961395-1-9.
- Turchin, Peter und Nefedov, Sergey A.: Secular Cycles. Princeton University Press, 2009, ISBN 978-0-691-13696-7.
- Turchin, Peter: War and Peace and War: The Rise and Fall of Empires. Plume, 2007, ISBN 978-0-452-28819-5.
- Turchin, Peter: Historical Dynamics: Why States Rise and Fall. Princeton University Press, 2003, ISBN 0-691-11669-5.
- Turchin, Peter: Complex Population Dynamics: A Theoretical/Empirical Synthesis. Princeton University Press, 2003, ISBN 0-691-09021-1.
- Turchin, Peter: Quantitative Analysis of Movement: Measuring and Modeling Population Redistribution in Animals and Plants. Sinauer Associates, 1998, ISBN 0-87893-847-8.

### Fachartikel (Auswahl)
- Explaining the rise of moralizing religions: A test of competing hypotheses using the Seshat Databank. Religion, Brain & Behavior, 2023, 13(2), 167-194.
- H. Whitehouse, P. François, P. Savage, T. Currie, K. Feeney, E. Cioni, R. Purcell, R. Ross, J. Larson, J. Baines, B. Ter Haar, A. Covey, P. Turchin: Complex societies precede moralizing gods throughout world history. In: Nature. 568. Jahrgang, Nr. 7751, 2019, S. 226–229, doi:10.1038/s41586-019-1043-4, PMID 30894750, bibcode:2019Natur.568..226W (nature.com). (Article retracted on July 7, 2021)
- P. Turchin, T.E. Currie, E.A. Turner, S. Gavrilets: War, space, and the evolution of Old World complex societies. In: Proc Natl Acad Sci U S A. 110. Jahrgang, Nr. 41, 2013, S. 16384–9, doi:10.1073/pnas.1308825110, PMID 24062433, PMC 3799307 (freier Volltext), bibcode:2013PNAS..11016384T.
- P. Turchin, W. Scheidel: Coin Hoards Speak of Population Declines in Ancient Rome. In: PNAS. 106. Jahrgang, Nr. 4, 2009, S. 17276–17279, doi:10.1073/pnas.0904576106, PMID 19805043, PMC 2762679 (freier Volltext), bibcode:2009PNAS..10617276T.
- P. Turchin: Long-Term Population Cycles in Human Societies. In: R. S. Ostfeld, W. H. Schlesinger (Hrsg.): The Year in Ecology and Conservation Biology. 1162. Jahrgang, 2009, S. 1–17, doi:10.1111/j.1749-6632.2009.04447.x (englisch).
- Turchin P. (2006). Population Dynamics and Internal Warfare: A Reconsideration. Social Evolution & History 5(2): 112–147 (with Andrey Korotayev).
- M. Burtsev, P. Turchin: Evolution of cooperative strategies from first principles. In: Nature. 440. Jahrgang, Nr. 7087, 2006, S. 1041–1044, doi:10.1038/nature04470, PMID 16625195, bibcode:2006Natur.440.1041B.
- P. Turchin, L. Oksanen, P. Ekerholm, T. Oksanen, H. Henttonen: Are lemmings prey or predators? In: Nature. 405. Jahrgang, Nr. 6786, 2000, S. 562–565, doi:10.1038/35014595, PMID 10850713, bibcode:2000Natur.405..562T.
- P. Turchin, A. D. Taylor, J. D. Reeve: Dynamical role of predators in population cycles of a forest insect: an experimental test. In: Science. 285. Jahrgang, Nr. 5430, 1999, S. 1068–1071, doi:10.1126/science.285.5430.1068, PMID 10446053.